# Neven
Neven (kyrillisch: Невен) ist als männliche Form von Nevena (kyrillisch: Невена) ein kroatischer, serbischer und mazedonischer männlicher Vorname sowie unabhängig davon ein Familienname. Nevena ist abgeleitet von dem südslawischen neven mit der Bedeutung Ringelblume.

## Namensträger

### Vorname

#### Form Neven
- Neven Marković (* 1987), kroatisch-bosnischer Fußballspieler
- Neven Mimica (* 1953), kroatischer Politiker und Diplomat
- Neven Rihtar (* 1986), kroatischer Badmintonspieler
- Neven Rudić (* 1958), jugoslawisch-kroatischer Fußballspieler
- Neven Subotić (* 1988), serbischer Fußballspieler
- Neven Vukman (* 1985), kroatischer Fußballspieler

#### Form Nevena
- Nevena Ignjatović (* 1990), serbische Skirennläuferin

### Familienname
- August Neven Du Mont (1866–1909), deutscher Maler
- Basil Neven-Spence (1888–1974), schottischer Politiker
- Frank Neven (* 1995), belgischer Eishockeyspieler
- Friedrich Neven (1902–1971), deutscher Politiker (NSDAP)
- Hartmut Neven (* 1964), deutscher Informatiker
- Hasso Ernst Neven (1937–2021), deutscher Politiker (FDP)
- Jan Bastiaan Neven, niederländischer Cellist
- Jürgen Neven-du Mont (1921–1979), deutscher Schriftsteller, Regisseur und Journalist
- Mathieu Neven (1796–1878), niederländisch-deutscher Unternehmer